# UFC 197
UFC 197: Jones vs. Saint Preux var en MMA-gala som arrangerades av Ultimate Fighting Championship och ägde rum 23 april 2016 i Las Vegas i USA. 

## Resultat
1. ↑  Interimtitelmatch i lätt tungvikt.
2. ↑  Titelmatch i flugvikt.